# Szent-Györgyi Albert Gimnázium, Szakgimnázium és Szakközépiskola (Balassagyarmat)
A Szent-Györgyi Albert Gimnázium, Szakgimnázium és Szakközépiskola Balassagyarmat egyik középiskolája, és a Nógrád Megyei Szakképzési Centrum tagintézménye. Az intézmény fenntartója a Innovációs és Technológiai Minisztérium, a tagintézmény-vezető Szrenka Anikó.

## Története
Az iskola jogelődje, az Állami Tanító és Tanítónőképző 1951. szeptember 1-jén kezdte meg két osztállyal a tanítóképzést a bíróság mellett álló rossz állapotú épületben (Bercsényi utca 2.). A gyakorlati osztálynak ekkor még nem volt állandó helye, havonta más-más balassagyarmati iskola fogadta be őket. 1955 szeptemberében már csak egy osztály indult. A tanítóképzés átszervezésével és felsőfokú tanítóképzés elindításával miatt 1957 szeptemberében már nem indult  középfokú tanítóképző osztály, ezzel egy időben megkezdődött a leánygimnáziumi osztályba a beiskolázás, az iskola neve pedig Állami Tanítóképző és Leánygimnázium lett. Az 1960/1961-es tanévtől a II. sz. Állami Általános Gimnázium nevet viselte, amíg a gimnázium fel nem vette november 22-én Szántó Kovács János nevét.
1967 őszétől szakközépiskolai osztályok is indulta, ugyanis kötelező lett a szakközépiskolai képzés, ezt teljesítve két egészségügyi osztályt indított az iskola, majd 1970-ben átvette a Balassi Bálint Gimnázium mezőgazdasági gépészeti osztályait. Az így vegyes profilúvá vált intézmény először felvette a Szántó Kovács János Gimnázium és Egészségügyi Szakközépiskola nevet, majd 3 év után, mikor megszűnt a gimnáziumi oktatás, a Szántó Kovács János Szakközépiskola nevet. A 70-es, 80-as években a gazdasági bajok megoldását az oktatási rendszer átalakításával próbálták megoldani, így országszerte nőttek a gimnáziumi osztályok száma, a Szántó János Szakközépiskolában pedig 1984-től újra elkezdődött a gimnáziumi oktatás. Az újra vegyes profilúvá vált iskola neve pedig Szántó Kovács János Gimnázium és Szakközépiskola lett.
A bíróság épületében elhelyezkedő intézményt 1989 nyarán átköltözött az új Oktatási Művelődési Központ  Rákóczi úti épületébe. Az iskola a rendszerváltás után, 1994-ben felvette a Nobel-díjas tudós, Szent-Györgyi Albert nevét. A 2010-es években kétszer is fenntartót cserélt: 2014 októberében a Klebelsberg Intézményfenntartó Központ vette át a városi önkormányzattól, majd 2015 szeptemberében a Nemzetgazdasági Minisztérium a KLIK-től. Az NGM a fenntartásában került intézményeket 44 szakképzési centrumba szervezte, így a Szent-Györgyi is további 8 balassagyarmati, bátonyterenyei és salgótarjáni középiskolával együtt a Salgótarjáni Szakképzési Centrum tagintézményé változott.

## Külső hivatkozások
- Az iskola honlapja Archiválva 2016. március 4-i dátummal a Wayback Machine-ben
- A szakképzési centrum honlapja
- Létrejöttek a szakképzési centrumok Archiválva 2016. március 6-i dátummal a Wayback Machine-ben